# Pudor

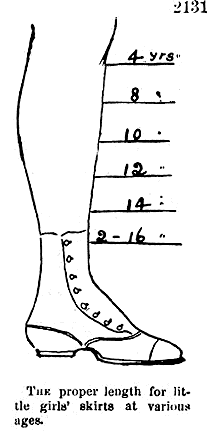
"Comprimento apropriado para as saias de pequenas garotinhas em várias idades." A figura ilustra a ideia da era vitoriana de que a barra da vestimenta deva ir abaixo do joelho para uma garota de 4 anos e quase nos tornozelos para uma garota de 16.

Pudor (do grego, aidos)  é a tendência a proteger a intimidade do indivíduo de invasão e comprometimento. O direito penal brasileiro entende como violação do pudor público a manufatura, exposição ou distribuição públicas de um objeto “obsceno”. A interpretação do que necessariamente é o “obsceno” é subjetiva. Enquanto nos Estados Unidos a nudez para fins de protesto foi reconhecida perante a corte, na Escandinávia a população age de forma permissiva em relação à nudez e genitais e mamilos não são considerados obscenos ou indecentes e em Barcelona a nudez pública era legalizada até 2011.
O pudor como impedimento em tratar de assuntos relacionados ao sexo pode ser um fator de risco na prevenção de doenças sexualmente transmissíveis como a AIDS; um inibidor da produção artística, como na literatura; e também uma barreira nas relações médico-paciente dentro da prática clínica.

## Pudor como elemento da civilização
Na Grécia e Roma antigas, o pudor (ou modéstia) era adorado como uma deusa, Aedos ou Aidôs, havendo um altar em Atenas e dois santuários em Roma.
Os povos indígenas, apesar da estereotipização como seres sem nenhum pudor sexual, também possuem (relativamente às tribos) regras sobre a exposição de partes de seus corpos. O código de vestimenta dos povos Araweté, por exemplo, exige o uso de uma cinta pelas mulheres depois que menstruam. Seu pudor relaciona-se, portanto, com o pudor islâmico onde exige-se cobrir a cabeça com um véu depois da primeira menstruação.